# Noć vještica
Noć vještica ili Halloween (Hallowe'en) je praznik koji se slavi noć uoči Svih svetih, 31. listopada, a zapravo je skraćenica od All Hallows' Eve ili Hallow Eve (Sveta večer, noć uoči Svih Svetih). Slavi se prije svega u Irskoj, SAD-u, Kanadi, Portoriku, Australiji i Novom Zelandu. Premda je Halloween skraćeni oblik od arhaičnog engleskog imena za blagdan Svih svetih  All-Hallow-even, All Hallows’ Eve, Noć vještica je, prema katoličkim službenicima, poganski blagdan izravno suprotstavljen katoličkom blagdanu Svih svetih.
Svetkovina je nastala tako što su plemena rezbarenjem bundeva istjerivali loše vrijeme kako bi im žetva uspjela, a danas se slavi, većinom u anglosaskim zemljama, kao zabavni festival koji uključuje maskiranje u mitološke likove poput vještica, vampira, duhova, zombija, goblina i ukrašavanje kuća i okućnica bundevama (Jack-o'-lantern), paukovim mrežama, kosturima, gledanje horor filmova, sve u svrhu zastrašivanja, jer se u davnim vremenima strašenjem tjerala smrt uoči Dana svih svetih.
Dok jedni tvrde da moderna Noć vještica sadrži elemente kršćanstva i poganskih rituala, drugi smatraju da je uvjerenje da je svetkovina nastala temeljem kristijaniziranih obreda pogrešno.
Velika zasluga za proširenje proslave Noći vještica pripisuje se redatelju Johnu Carpenteru koji je snimio istoimeni horor na tu tematiku.

## Etimologija
Hrvatski naziv za Halloween je Noć vještica, a nastao je zbog toga što su se, prema vjerovanju, na poganski sabat Samhain, u noći između 31. listopada i 1. studenoga, okupljale vještice na crni sabat. Engleski izvornik Halloween označava večer prije Dana svih svetih (All Hallows' Eve).

## Povijest
Stari Kelti su 7. studenog slavili kao početak nove godine, a proslava je bila posvećena bogu Sunca, ali i gospodaru smrti (Samhainu). Vjerovali su da za punog mjeseca, a najčešće noć prije dana mrtvih, mrtvi napuštaju svoje grobove, te nakratko opet dolaze na Zemlju i posjećuju svoje domove, zbog toga su se živi, prestrašeni mogućnošću sustreta s mrtvima, prekrivali zastrašujućim maskama i stvarali veliku buku.
Dolaskom Rimljana, noć mrtvih dobiva stalni datum, a te noći prema starom rimskom vjerovanju, crni bog lova Samain preuzima vlast nad svijetom, ubija srndaća (boga Sunca), a božicu vegetacije odvodi u podzemlje, gdje ona do proljeća bdije nad mirujućim sjemenkama, usnulim životinjama i dušama mrtvih. U toj noći su se simbolično gasile sve vatre u ognjištima, vjerovalo se da mrtvi posljednji put dolaze na ovaj svijet, pa su jedni na pragovima svojih kuća ostavljali hranu, a drugi su postavljali izdubljene repe, cikle ili krumpir s upaljenom svijećom, kako bi griješne duše uplašili, a dobre pronašle put kući. Bundeva je tek u 16. stoljeću postala popularna za dubljenje najprije u Americi, a zatim i u ostatku svijeta.
Papa Grgur III. u osmom je stoljeću proglasio 1. studenog Danom svih svetih. Noć prije Dana svih svetih, noć keltskog blagdana Samhain, postala je poznata kao All Hollow’s Eve (hrv. noć uoči Svih svetih), što je kasnije skraćeno u Halloween, tj. Noć vještica.

## Legenda o Jack-o'-lanternu
Običaj dubljenja bundevi zasniva se na irskoj legendi o kovaču Jacku, poznatom po domišljatosti, ali i škrtosti. Jedna od priča govori kako je prevario vraga tako što je vragu ponudio dušu u zamjenu za piće i nakon što se vrag pretvorio u novčić kako bi platio piće, Jack ga je brzo stavio u džep u kojem je bio križ, zbog kojeg se vrag više nije mogao vratiti u svoj oblik. Tek nakon što je Jacku obećao da neće tražiti njegovu dušu još deset godina, Jack ga je izvadio iz džepa.  
Nakon deset godina opet je prevario vraga tako što ga je zamolio da mu vrag doda jabuku sa stabla, ali je na kori stabla brzo nacrtao križ, tako da ga vrag ponovno nije mogao dohvatiti.
Kada je Jack umro, nije bio primljen zbog svog griješnog života u raj, a na vratima pakla dočekao ga je vrag i poslao natrag u mrak, a da ga se riješi dao mu je žeravicu ugljena. Jack je u džepu imao repu, koju je izdubio, stavio u nju žeravicu i otada Jack, koji nikada nije pronašao put kući, luta mrakom noseći izdubljenu repu u ruci.
Tako je Jack O'Lantern (Jack Fenjer) postao simbol duše koja je prokleta i koja luta između svjetova.

## Noć vještica i katoličanstvo
Slavljenje Noći vještica suprotstavljeno je katoličkoj tradiciji. Vatikan je u više navrata kritizirao prakse obilježavanja među vjernicima, primjerice, papa Benedikt XVI. 2009.